# Franz Budig (Bildhauer)
Franz Budig (* 22. Juni 1907 in Hallein; † 28. Februar 1989 in Puch bei Hallein) war ein österreichischer Bildhauer.

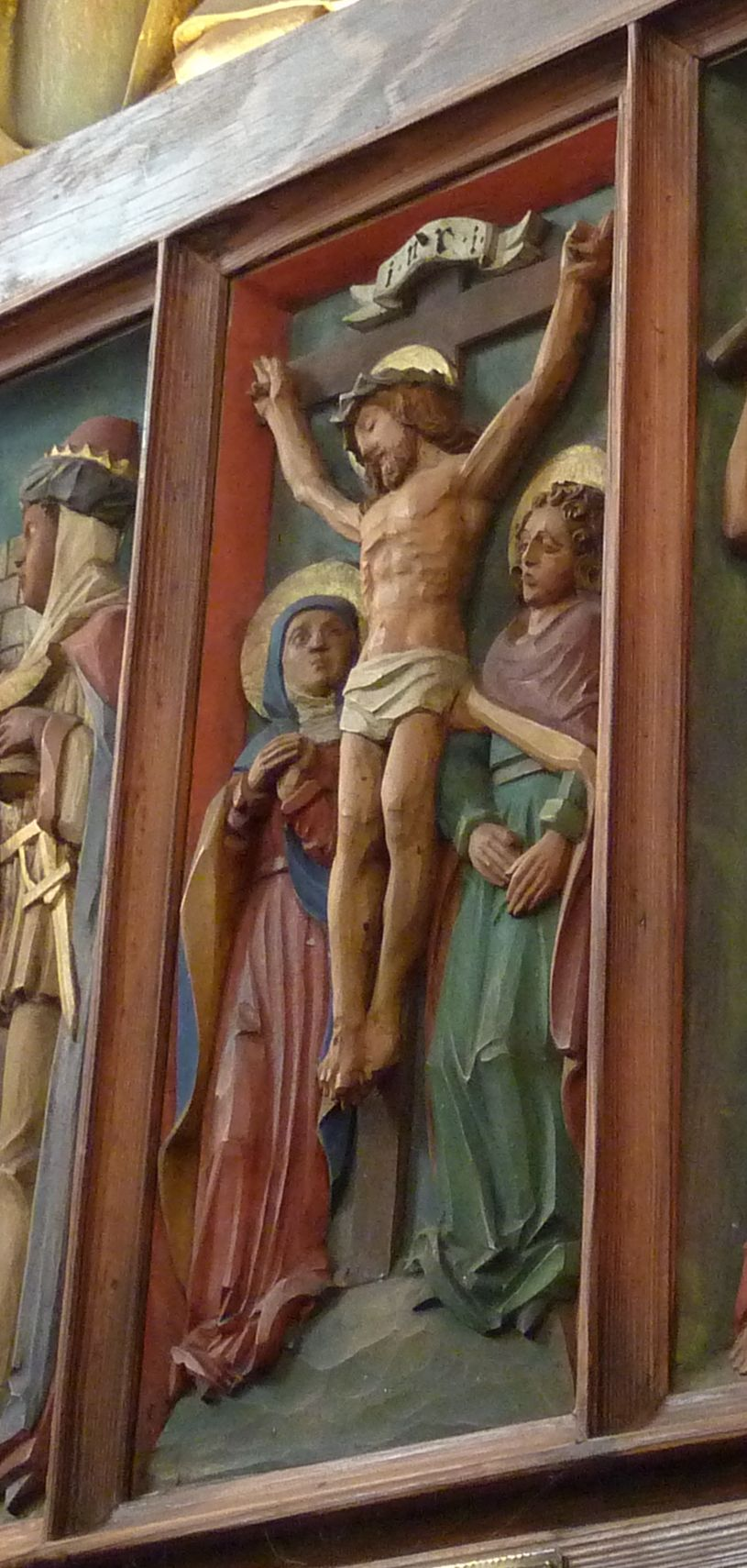
Relief der Predella, Stille-Nacht-Kapelle Oberndorf

## Leben
Franz Budig war das 4. Kind von Berta und Franz Budig, er wuchs in Hallein auf. Nach der Bürgerschule absolvierte er von 1923 bis 1927 bei Max Domenig eine Bildhauerlehre im Atelier beim Riesenbauern. Danach, von 1927 bis 1931, verfolgte er eine Ausbildung an der Akademie für Angewandte Kunst in Wien bei Eugen Gustav Steinhof und Anton Hanak. Anschließend arbeitete er in Wien mit verschiedenen Bildhauern zusammen, 1933 mit Wilhelm Bormann. 
Er heiratete 1938 seine Frau Adelheid, aus dieser Ehe entstammen zwei Kinder. Von 1938 bis 1972 arbeitete er in den Halleiner Werkstätten für Kirchliche Kunst und Kunstgewerbe mit Jakob Adlhart zusammen. Dabei entstanden eine 7 Meter hohe Christusfigur für Schloß Dachsberg bei Eferding, das Eichenholz-Chorgestühl des Salzburger Domes und zahlreiche 80 cm große Krippenfiguren für einen Münchner Kaufmann. Budig und Adlhart arbeiteten „gleichberechtigt“ zusammen, die zahlreichen Aufträge führten beide teils wochenlang unter anderem nach Eisenstadt, Speyer, Tübingen, Saalfelden, Filzmoos oder Obertrum.

## Werke (Auswahl)
- Mittelrelief der Predella in der Stille-Nacht-Kapelle in Oberndorf. Zusammenarbeit mit Max Domenig, 1935.
- Johannes-Figur für den Bildstock Antoniusweg in Hallein, 1966
- zwei Bären, Sandstein, Schwarzach
- Chorgestühl des Salzburger Doms